# Дембінка (Вармінсько-Мазурське воєводство)
Дембінка (пол. Dębinka, нім. Schönaich) — село в Польщі, у гміні Міломлин Острудського повіту Вармінсько-Мазурського воєводства.
Населення — 83 особи (2011).
У 1975-1998 роках село належало до Ольштинського воєводства.

## Демографія
Демографічна структура станом на 31 березня 2011 року:
|          | Загалом | Допрацездатний вік | Працездатний вік | Постпрацездатний вік |
| -------- | ------- | ------------------ | ---------------- | -------------------- |
| Чоловіки | 46      | 13                 | 30               | 3                    |
| Жінки    | 37      | 11                 | 19               | 7                    |
| Разом    | 83      | 24                 | 49               | 10                   |